# Westerlund 1
Westerlund 1 (abgekürzt Wd 1, auch Ara Cluster genannt) ist ein kompakter, junger offener Sternhaufen im Sternbild Altar und ist ungefähr 3,5 bis 5 kpc von der Erde entfernt. Tatsächlich ist Wd 1 der massereichste bekannte offene Sternhaufen in der lokalen Gruppe. Er wurde von Bengt Westerlund im Jahr 1961 entdeckt, konnte aber vom Erdboden aus, aufgrund der starken Extinktion in seiner Richtung, nur wenig erforscht werden. Erst mit der Verfügbarkeit von Infrarot- und Röntgen-Teleskopen im Weltraum konnte er näher untersucht werden.
Der Haufen enthält eine große Anzahl von seltenen, entwickelten, massereichen Sternen. Darunter befinden sich sechs Gelbe Hyperriesen, vier Rote Überriesen, 24 Wolf-Rayet-Sterne, ein LBV, viele OB-Überriesen und ein ungewöhnlicher sgB[e]-Stern, der das Ergebnis einer kürzlichen Sternverschmelzung sein könnte. Mit W26 enthält Westerlund 1 einen der größten bislang bekannten Sterne. Darüber hinaus haben Beobachtungen im Röntgenbereich den ungewöhnlichen Röntgenpulsar CXOU J164710.2-455216 offenbart. Dieser langsam rotierende Neutronenstern muss sich aus einem Vorgängerstern mit großer Masse gebildet haben. Es wird angenommen, dass Wd 1 in einem einzigen Ausbruch der Sternentstehung gebildet wurde, da die Sterne ein sehr ähnliches Alter und eine ähnliche Zusammensetzung haben.
Westerlund 1 ist nicht nur die Heimat einiger der massereichsten und am wenigsten verstandenen Sterne, sondern er ist auch sehr nützlich, um zu verstehen, was in extragalaktischen Supersternhaufen geschieht.

## Beobachtung
Die hellsten Hauptreihensterne (O7-8) in Wd 1 haben eine scheinbare visuelle Helligkeit um 20,5 mag. Deshalb wird Wd 1 im optischen Bereich hauptsächlich von leuchtkräftigen Nachhauptreihensternen (scheinbare Helligkeiten im V-Band 14,5 bis 18 mag, absolute Helligkeiten −7 bis −10 mag) zusammen mit Sternen der Leuchtkraftklassen Ib und II dominiert. Aufgrund der extrem starken interstellaren Verfärbung in Richtung von Wd 1 ist es sehr schwierig, Beobachtungen im blauen oder ultravioletten Spektralbereich zu machen. Beobachtet wird Wd 1 deshalb hauptsächlich im roten oder infraroten Spektralbereich. Sterne in Wd 1 werden in der Regel mit der Bezeichnung benannt, die ihnen Westerlund gegeben hat. Für die Wolf-Rayet-Sterne wird eine separate Namenskonvention verwendet.
Bei den Wellenlängen des Röntgenbereichs zeigt Wd 1 diffuse Emissionen aus dem interstellaren Gas und Punktemissionen von massereichen Post-Main-Sequence-Sternen und massearmen Pre-Main-Sequence-Sternen. Der Magnetar CXOU J164710.2-455216 ist die hellste Punktquelle, gefolgt vom sgB[e]-Stern W9, dem Doppelstern W30a und den Wolf-Rayet-Sternen WR A und WR B. Etwa 50 weitere Punktquellen haben Gegenstücke im optischen Spektralbereich.
Im Radiobereich sind der sgB[e]-Stern W9 und die roten Überriesen W20 und W26 starke Quellen. Die meisten der kühlen Hyperriesen und ein paar OB-Überriesen sind ebenfalls Quellen die detektiert werden konnten.

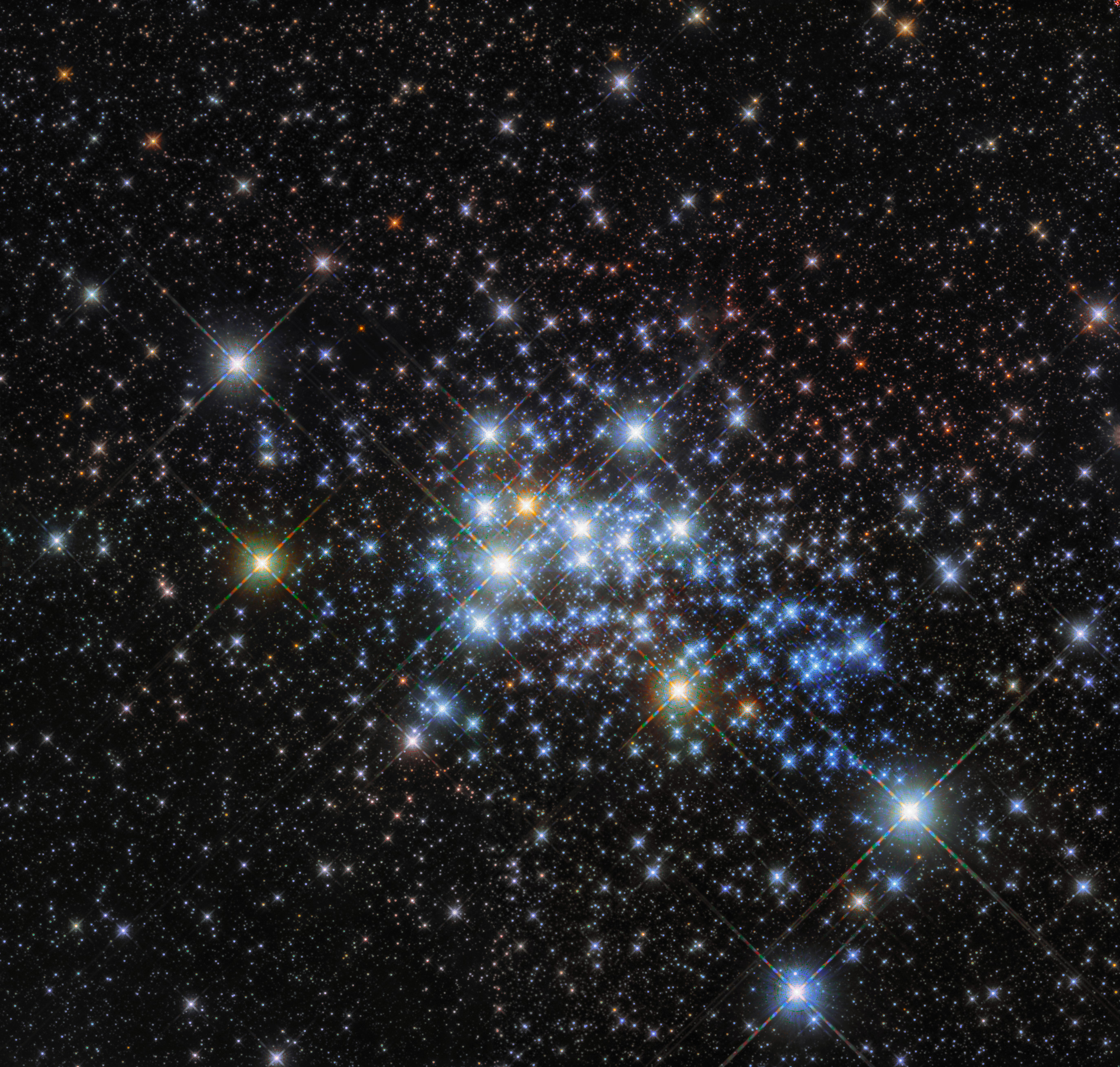
Aufnahme im nahen Infrarot mithilfe des Hubble-Weltraumteleskops
Hochaufgelöste Infrarotaufnahme, James Webb-Weltraumteleskop

## Alter und Entwicklung
Das Alter von Wd 1 wird, aufgrund der Massen der entwickelten Sterne, auf 4-5 Mio. Jahre geschätzt. Das gleichzeitige Vorkommen von Wolf-Rayet-Sternen und roten sowie gelben Überriesen in Wd 1 beschränken den möglichen Zeitraum für die Entstehung von Wd 1, da die Theorie besagt, dass rote Überriesen sich erst nach ca. 4 Mio. Jahren bilden (sehr massereiche Sterne gehen nicht durch eine rote Überriesenphase) und die Population an Wolf-Rayet-Sternen nach 5 Mio. Jahren stark abnimmt. Das geschätzte Alter ist im Großen und Ganzen im Einklang mit den Infrarotbeobachtungen von Wd 1, die das Vorkommen später O-Hauptreihensterne in Wd 1 zeigen. Untersuchungen an Sternen des mittleren Massenbereichs deuten auf ein etwas niedrigeres Alter von 3,5 Mio. Jahren hin.
Wenn sich die Sterne in Wd 1 entsprechend einer typischen ursprünglichen stellaren Massenfunktion gebildet haben, dann muss Wd 1 eine erhebliche Anzahl an sehr massereichen Sternen besessen haben (vergleichbar dem jüngeren Arches-Sternhaufen). Aktuelle Schätzungen des Alters von Wd 1 sind größer als die Lebensdauer dieser Sterne und die Modelle der Sternentwicklung legen nahe, dass es bereits 50 bis 150 Supernovae gegeben haben muss, was einer Rate von einer Supernova in 10000 Jahren entspricht. Bisher ist allerdings nur ein definitiver Supernovaüberrest gefunden worden (CXOU J164710.2-455216). Das Fehlen von anderen kompakten Objekten und Röntgendoppelsternen ist rätselhaft. Als mögliche Erklärungen für diese Beobachtung wurden beispielsweise bei Supernovaexplosionen zerstörte Doppelsternsysteme, Schwarze Löcher mit geringer Akkretion sowie Doppelsternsysteme, in denen beide Komponenten kompakte Objekte sind, vorgeschlagen. Eine schlüssige Lösung dieses Problems ist noch nicht gefunden.
Da die Sterne in Westerlund 1 dasselbe Alter, dieselbe Zusammensetzung und dieselbe Entfernung haben, ist der Sternhaufen ein ideales Objekt, um die Entwicklung massereicher Sterne zu verstehen. Aktuelle Sternentstehungsmodelle können beispielsweise die Verteilung von Wolf-Rayet-Sterntypen in Wd 1 noch nicht erklären.

## Anteil an Doppelsternen
Es gibt einige Hinweise für einen hohen Anteil an Doppelsternsystemen unter den Sternen großer Masse in Wd 1. Einige massereiche Doppelsterne wurden direkt photometrisch oder mit der Radialgeschwindigkeitsmethode gefunden. Viele andere Doppelsterne sind durch sekundäre Merkmale nachgewiesen worden (z. B. starke Röntgenhelligkeit, nichtthermische Radiospektren oder einem Überschuss der Infrarotstrahlung), die typisch sind für Doppelsterne, deren Sternenwinde kollidieren, oder Wolf-Rayet-Sterne, die Staub produzieren. Unsichere Schätzungen gehen davon aus, dass 70 % der Wolf-Rayet-Sterne und über 40 % der OB-Überriesen Doppelsterne sind.

## Entfernung und Lage
Wd 1 ist zu weit entfernt, um eine direkte Entfernungsbestimmung mittels der Parallaxenmethode durchzuführen. Die Entfernung kann aber zum Beispiel anhand der absoluten Helligkeit der Sterne und Schätzungen der Extinktion in Richtung des Sternhaufens abgeschätzt werden. Eine Bestimmung der Entfernung über die gelben Hyperriesen und die Wolf-Rayet-Sterne liefert in beiden Fällen einen Wert um 5 kpc. Eine Bestimmung über die Hauptreihensterne legt allerdings einen Wert um 3,6 kpc nahe. Diese Schätzungen platzieren Wd 1 an den äußeren Rand des galaktischen Balkens. Das könnte wichtig dafür sein, zu verstehen, wie sich ein solch massereicher Sternhaufen bilden konnte.
Eine Messung einiger Wolf-Rayet-Sterne im Radiobereich legt eine untere Grenze für die Entfernung bei 2 kpc.